# نابافين
نابافين (واشنطن) (بالإنجليزية: Napavine, Washington)‏ هي مدينة تقع في الولايات المتحدة في مقاطعة لويس، واشنطن. يقدر عدد سكانها بـ 1,766 نسمة ومساحتها 6.19 كم2 وترتفع عن سطح البحر 140 متر.

## التركيبة السكانية
قام مكتب تعداد الولايات المتحدة بتحديد بيانات التركيبة السكانية لنابافينفي تعداد الولايات المتحدة. في ما يلي، التركيبة السكانية حسب تعدادي 2000 و2010.

### تعداد عام 2000
بلغ عدد سكان نابافين 1,361 نسمة بحسب تعداد عام 2000، وبلغ عدد الأسر 444 أسرة وعدد العائلات 349 عائلة مقيمة في المدينة. في حين سجلت الكثافة السكانية 1,702.5 نسمة لكل ميل مربع (657.3/كم2). وبلغ عدد الوحدات السكنية 474 وحدة بمتوسط كثافة قدره 592.9 نسمة لكل ميل مربع (228.9/كم2).
وتوزع التركيب العرقي للمدينة بنسبة 93.02% من البيض و 1.54% من الأمريكيين الأصليين و 0.15% من الأمريكيين ذوي الأصول الآسيوية و 0.29% من سكان جزر المحيط الهادئ و 0.15% من الأمريكيين الأفارقة و 1.54% من عرقين مختلطين أو أكثر.
بلغ عدد الأسر 444 أسرة كانت نسبة 47.7% منها لديها أطفال تحت سن الثامنة عشر تعيش معهم، وبلغت نسبة الأزواج القاطنين مع بعضهم البعض 57.2% من أصل المجموع الكلي للأسر، ونسبة 16.2% من الأسر كان لديها معيلات من الإناث دون وجود شريك، وكانت نسبة 21.2% من غير العائلات. تألفت نسبة 16.4% من أصل جميع الأسر من أفراد ونسبة 6.1% كانوا يعيش معهم شخص وحيد يبلغ من العمر 65 عاماً فما فوق. وبلغ متوسط حجم الأسرة المعيشية 3.45، أما متوسط حجم العائلات فبلغ 3.05.
بلغ العمر الوسطي للسكان 29 عاماً. وكانت نسبة 37.0% من القاطنين تحت سن الثامنة عشر، وكانت نسبة 7.0% بين الثامنة عشر والأربعة وعشرون عاماً، ونسبة 30.3% كانت واقعةً في الفئة العمرية ما بين الخامسة والعشرون حتى والأربعة وأربعون عاماً، ونسبة 17.0% كانت ما بين الخامسة والأربعون حتى الرابعة والستون، ونسبة 8.7% كانت ضمن فئة الخامسة والستون عاماً فما فوق. يوجد لكل 100 أنثى 94.4 ذكر، ويوجد لكل 100 أنثى في الثامنة عشر من عمرها فما فوق 91.7 ذكر.
بلغ متوسط دخل الأسرة في المدينة 40,966 دولار، أما متوسط دخل العائلة فبلغ 41,250 دولار. وكان متوسط دخل الذكور 38,750 دولار مقابل 26,103 دولار للإناث. وسجل دخل الفرد الخاص بالمدينة 16,275 دولار. وكانت نسبة 12.7% من العائلات ونسبة 13.0% من السكان تحت خط الفقر، وكان من هؤلاء نسبة 15.8% تحت سن الثامنة عشر ونسبة 11.0% في الخامسة والستين من العمر وما فوق.

### تعداد عام 2010
بلغ عدد سكان نابافين 1,988 نسمة بحسب تعداد عام 2010، وبلغ عدد الأسر 609 أسرة وعدد العائلات 770 عائلة مقيمة في المدينة. في حين سجلت الكثافة السكانية 742.0 نسمة لكل ميل مربع (286.5/كم2). وبلغ عدد الوحدات السكنية 662 وحدة بمتوسط كثافة قدره 278.2 لكل ميل مربع (107.4/كم2).
وتوزع التركيب العرقي للمدينة بنسبة 97.0% من البيض و 0.7% من الأمريكيين الأصليين و 0.8% من الأمريكيين ذوي الأصول الآسيوية و 0.1% من سكان جزر المحيط الهادئ و 0.2% من الأمريكيين الأفارقة و 5.2% من عرقين مختلطين أو أكثر.
بلغ عدد الأسر 609 أسرة كانت نسبة 63.0% منها لديها أطفال تحت سن الثامنة عشر تعيش معهم، وبلغت نسبة الأزواج القاطنين مع بعضهم البعض 67.0% من أصل المجموع الكلي للأسر، ونسبة 13.8% من الأسر كان لديها معيلات من الإناث دون وجود شريك، بينما كانت نسبة 6.4% من الأسر لديها معيلون من الذكور دون وجود شريكة وكانت نسبة 22.8% من غير العائلات. وبلغ متوسط حجم الأسرة المعيشية 5.29، أما متوسط حجم العائلات فبلغ 5.90.
بلغ العمر الوسطي للسكان 32.9 عاماً. وكانت نسبة 30.8% من القاطنين تحت سن الثامنة عشر، وكانت نسبة 8.6% بين الثامنة عشر والأربعة وعشرون عاماً، ونسبة 26.5% كانت واقعةً في الفئة العمرية ما بين الخامسة والعشرون حتى والأربعة وأربعون عاماً، ونسبة 22.3% كانت ما بين الخامسة والأربعون حتى الرابعة والستون، ونسبة 11.7% كانت ضمن فئة الخامسة والستون عاماً فما فوق. وتوزع التركيب الجنسي للسكان بنسبة 48.6% ذكور و51.4% إناث.